# BCR Open Romania Ladies
BCR Open România Ladies a fost un turneu de tenis care s-a desfășurat la București, România.  Acest eveniment din circuitul ITF a fost un turneu de 100.000$+H. A început cu un premiu de 25.000$ în 2007, dar a crescut încet premiul în bani și s-a jucat pe terenuri de zgură în aer liber.

## Denumiri ale turneului
- 2007–2008: Gaz de France Stars Bucharest
- 2009: GDF Suez Open Romania
- 2010: Ruxandra Dragomir Open

## Rezultate

### Simplu
| An             | Campioană               | Finalistă          | Scor               |
| -------------- | ----------------------- | ------------------ | ------------------ |
| ↓ Turneu ITF ↓ |                         |                    |                    |
| 2007           | Sorana Cîrstea          | Alexandra Dulgheru | 6–4, 6–3           |
| 2008           | Petra Cetkovská         | Sorana Cîrstea     | 7–6(7–5), 7–6(7–3) |
| 2009           | Andrea Petkovic         | Stefanie Vögele    | 6–3, 6–2           |
| 2010           | Jelena Dokić            | Zuzana Ondrášková  | 3–6, 6–1, 7–6(7–3) |
| 2011           | Irina-Camelia Begu      | Laura Pous Tió     | 6–3, 7–5           |
| 2012           | María-Teresa Torró-Flor | Garbiñe Muguruza   | 6–3, 4–6, 6–4      |

### Dublu
| An             | Campioane                               | Finaliste                           | Scor                        |
| -------------- | --------------------------------------- | ----------------------------------- | --------------------------- |
| ↓ Turneu ITF ↓ |                                         |                                     |                             |
| 2007           | Sorana Cîrstea Ágnes Szatmári           | Mihaela Buzărnescu Monica Niculescu | walkover                    |
| 2008           | Petra Cetkovská Hana Šromová            | Sorana Cîrstea Ágnes Szatmári       | 6–4, 7–5                    |
| 2009           | Irina-Camelia Begu Simona Halep         | Julia Görges Sandra Klemenschits    | 2–6, 6–0, [12–10]           |
| 2010           | Irina-Camelia Begu (2) Elena Bogdan     | María Irigoyen Florencia Molinero   | 6–1, 6–1                    |
| 2011           | Irina-Camelia Begu (3) Elena Bogdan (2) | Maria Elena Camerin İpek Șenoğlu    | 6–7(1–7), 7–6(7–4), [16–14] |
| 2012           | Irina-Camelia Begu (4) Alizé Cornet     | Elena Bogdan Raluca Olaru           | 6–2, 6–0                    |